# Макнамара, Джеки
Джон Ро́берт Макнама́ра (англ. John Robert McNamara; родился 24 октября 1973 года в Глазго, Шотландия), более известный как Дже́ки Макнама́ра (англ. Jackie McNamara) — шотландский футболист, тренер.
С 1996 по 2005 год играл за национальную сборную Шотландии, участник чемпионата мира 1998 года. Пик карьеры Макнамары пришёлся на годы его выступлений за глазговский «Селтик», где Джеки стал капитаном команды.

## Карьера футболиста

### Ранние годы
Джеки родился 24 октября 1973 года в Глазго в семье Джеки Макнамары (старшего) — футболиста, выступавшего за «Селтик», «Хиберниан» и «Гринок Мортон». Образование будущий капитан «Селтика» получил в эдинбургской средней школе Святого Креста (англ. Holy Rood High School).
С 1990 по 1991 год Джеки-младший играл за юношескую команду «Гэйрдоч Юнайтед».

### Клубная карьера

#### «Данфермлин Атлетик»
Профессиональная карьера Макнамары началась в 1991 году в клубе «Данфермлин Атлетик». В этой команде Джеки раскрылся в качестве талантливого правого атакующего защитника. За четыре года, проведённых в составе «Атлетик» шотландец сыграл 79 матчей, забил 4 гола.

#### «Селтик»
В 1995 году Макнамара перешёл в «Селтик». Сумма отступных, заплаченных «кельтами» «Данфермлину» составила 650 тысяч фунтов стерлингов. Сразу же завоевав место в основном составе «бело-зелёных», Джеки своей впечатляющей игрой в сезоне 1995/96 удостоился звания «Лучшего молодого игрока года по версии футболистов Шотландии». Первый трофей в своей профессиональной карьере Макнамара выиграл вместе с «Селтиком» в 1998 году, когда по итогам футбольного года «кельты» стали победителями Шотландской премьер-лиги, прервав серию из девяти подряд чемпионских званий своих заклятых врагов из «Рейнджерс». До прихода Мартина О’Нила на тренерский мостик «Селтика» в 2001 году, Макнамара оставался игроком основного состава клуба из Глазго. Североирландский специалист в начале своей работы в Шотландии достаточно скептически отнёсся к игровым способностям Джеки, незамедлительно переведя последнего на скамейку запасных «бело-зелёных».
В этом же сезоне Макнамара забил гол в финале Кубка Шотландии, в котором «Селтик» победил «Хиберниан» 3:0.
В следующем футбольном году О’Нил пересмотрел своё отношение к Джеки, вернув его в основной состав команды.
По итогам сезона 2003/04 шотландские журналисты назвали Макнамару «Лучшим игроком сезона».
В следующем году Джеки был избран капитаном «Селтика» вместо пропустившего бо́льшую часть сезона Пола Ламберта. Макнамара оправдал возложенные на него обязательства, став настоящим лидером команды, сыграв почти во всех играх «кельтов» сезона 2004/05.
В 2005 году Джеки праздновал своеобразный «юбилей» — 10 лет в стане «Селтика». В честь этого события был устроен выставочный матч между «бело-зелёными» и сборной Ирландии, который закончился со счётом 1:0 в пользу «парней в зелёном», единственный гол забил нападающий Робби Кин.
В конце сезона 2004/05 тренерский мостик «Селтика» покинул Мартин О’Нил, ему на смену пришёл шотландский специалист Гордон Стракан.
Контракт Макнамары с «кельтами» заканчивался по окончании сезона 2004/05. Стракан заверил футболиста, что он хочет, чтобы Джеки остался в команде. В то же время руководство «бело-зелёных» медлило, ожидая, что в межсезонье стороны смогут договориться о новом соглашении. Неуверенный в своём будущем Макнамара начал переговоры с другими командами, которые увенчались успехом — футболист заключил соглашение с английским клубом «Вулверхэмптон Уондерерс», попутно сообщив шотландцам, что он покидает «Селтик». Этот шаг породил массу споров в среде людей, причастных к «кельтам» — одни говорили, что Джеки поступил непорядочно, не дождавшись переговоров по новому контракту со своим клубом и сразу же договорившись обо всём с «волками», другая сторона обвиняла руководство в излишней медлительности в пролонгации договора с капитаном и одним из символов нынешних «бело-зелёных». В официальном заявлении пресс-службы «кельтов» было сказано:
Макнамара не дождался переговоров по новому контракту лишь по собственной инициативе. Его уход в «Вулверхэмптон» обусловлен лишь его собственной погоней за деньгами. Также нам не слишком понятны действия его агента, который изначально подначивал Джеки продолжить карьеру где-нибудь, лишь бы не в «Селтике».
На прощальной пресс-конференции Макнамара ответил на эти выпады:
Я ухожу. Но надеюсь всё же вернуться и закончить карьеру в бело-зелёной футболке глазговского клуба. На самом деле я очень расстроен таким поворотом дел, ждал до последнего предложения нового контракта от руководства «Селтика», однако оно так и не поступило. А уже после того, как я договорился об условиях с «волками», люди, руководящие делами «кельтов», в своих комментариях в СМИ показали полное неуважение ко мне и моим заслугам перед глазговцами. Если же им так важно было обвинить меня в погоне за деньгами, то я официально заявляю — в «Вулверхэмптоне» я буду получать точно такую же зарплату, как и в Шотландии.

#### «Вулверхэмптон Уондерерс»
Летом 2005 года Джеки присоединился к «волкам».
Главный тренер «Вулверхэмптона», Гленн Ходдл, отводил важную роль для Макнамары в тактических схемах своей команды, сразу же дав ему место в основном составе.
После впечатляющего старта в рядах «Уондерерс» Джеки получил тяжелейшую травму — разрыв крестообразных связок. Случилось это в домашнем матче «волков» против клуба «Лестер Сити» в сентябре 2005 года. В строй Макнамара вернулся лишь в предпоследней игре сезона 2005/06, в которой «Вулверхэмптон» встречался с «Брайтон энд Хоув Альбион».

#### «Абердин»
В 2007 году Джеки вернулся в Шотландию, подписав двухлетний контракт с клубом «Абердин», но сыграл за «красных» лишь 17 игр в сезоне 2007/08. Бывший в то время наставником «Донс», Джимми Колдервуд, заявлял, что Макнамара так мало появлялся на поле вследствие череды травм, которая преследовала футболиста. Однако источники, близкие к клубу, рассказывали, что причиной нечастой игры бывшего капитана «Селтика» стали неприязненные отношения Джеки с Колдервудом. В мае 2008 года было объявлено, что Макнамара покидает Абердин по окончании сезона. Новым работодателем шотландца стал «Фалкирк».

#### «Фалкирк»
В мае 2008 года Макнамара пополнил ряды «Фалкирка», заключив контракт с клубом на 2 года.

#### «Партик Тисл»
В феврале следующего года Джеки был отдан по арендному соглашению в команду Первого шотландского дивизиона «Партик Тисл». Сделка была заключена сроком на месяц с возможностью её продления до конца сезона 2009/10 в случае желания Макнамары и глазговского клуба. Дебют шотландца за свою новую команду состоялся 20 февраля 2010 года, когда «Партик» играл с «Данди». В своей четвёртой игре за «Тисл» Джеки получил травму ноги и преждевременно закончил сезон 2009/10.
Тем не менее по окончании сезона футбольного года Макнамара подписал однолетний контракт с «Партиком».

#### Клубная статистика
| Клуб                     | Сезон                    | Чемпионат | Чемпионат | Кубок | Кубок | Кубок Лиги | Кубок Лиги | Плей-офф Лиги | Плей-офф Лиги | Кубок Вызова | Кубок Вызова | Еврокубки | Еврокубки | Итого | Итого |
| Клуб                     | Сезон                    | Игры      | Голы      | Игры  | Голы  | Игры       | Голы       | Игры          | Голы          | Игры         | Голы         | Игры      | Голы      | Игры  | Голы  |
| ------------------------ | ------------------------ | --------- | --------- | ----- | ----- | ---------- | ---------- | ------------- | ------------- | ------------ | ------------ | --------- | --------- | ----- | ----- |
| Данфермлин Атлетик       | 1992/93                  | 3         | 0         | —     | —     | —          | —          | —             | —             | 1            | 0            | —         | —         | 4     | 0     |
| Данфермлин Атлетик       | 1993/94                  | 39        | 0         | 2     | 0     | —          | —          | —             | —             | 2            | 0            | —         | —         | 43    | 0     |
| Данфермлин Атлетик       | 1994/95                  | 30        | 2         | 1     | 0     | 1          | 0          | —             | —             | 3            | 0            | —         | —         | 35    | 2     |
| Данфермлин Атлетик       | 1995/96                  | 7         | 1         | —     | —     | 2          | 0          | —             | —             | 3            | 1            | —         | —         | 12    | 2     |
| Всего за «Данфермлин»    | Всего за «Данфермлин»    | 79        | 3         | 3     | 0     | 3          | 0          | 0             | 0             | 9            | 1            | 0         | 0         | 94    | 4     |
| Селтик                   | 1995/96                  | 26        | 1         | 4     | 0     | —          | —          | —             | —             | —            | —            | —         | —         | 30    | 1     |
| Селтик                   | 1996/97                  | 30        | 1         | 5     | 0     | 3          | 0          | —             | —             | —            | —            | 4         | 0         | 42    | 1     |
| Селтик                   | 1997/98                  | 31        | 2         | 2     | 0     | 4          | 0          | —             | —             | —            | —            | 6         | 1         | 43    | 3     |
| Селтик                   | 1998/99                  | 16        | 0         | 2     | 0     | 1          | 0          | —             | —             | —            | —            | 6         | 0         | 25    | 0     |
| Селтик                   | 1999/00                  | 23        | 0         | —     | —     | 4          | 0          | —             | —             | —            | —            | 3         | 0         | 30    | 0     |
| Селтик                   | 2000/01                  | 30        | 3         | 4     | 3     | 3          | 1          | —             | —             | —            | —            | 5         | 0         | 42    | 7     |
| Селтик                   | 2001/02                  | 20        | 0         | 4     | 0     | 2          | 0          | —             | —             | —            | —            | 4         | 0         | 30    | 0     |
| Селтик                   | 2002/03                  | 20        | 1         | 2     | 0     | —          | —          | —             | —             | —            | —            | 7         | 0         | 29    | 1     |
| Селтик                   | 2003/04                  | 27        | 1         | 4     | 0     | 1          | 0          | —             | —             | —            | —            | 11        | 0         | 43    | 1     |
| Селтик                   | 2004/05                  | 34        | 1         | 4     | 0     | 1          | 0          | —             | —             | —            | —            | 5         | 0         | 44    | 1     |
| Всего за «Селтик»        | Всего за «Селтик»        | 257       | 10        | 31    | 3     | 19         | 1          | 0             | 0             | 0            | 0            | 51        | 1         | 358   | 15    |
| Вулверхэмптон Уондерерс  | 2005/06                  | 10        | 0         | —     | —     | 1          | 0          | —             | —             | —            | —            | —         | —         | 11    | 0     |
| Вулверхэмптон Уондерерс  | 2006/07                  | 19        | 0         | 2     | 0     | —          | —          | 2             | 0             | —            | —            | —         | —         | 23    | 0     |
| Всего за «Вулверхэмптон» | Всего за «Вулверхэмптон» | 29        | 0         | 2     | 0     | 1          | 0          | 2             | 0             | 0            | 0            | 0         | 0         | 34    | 0     |
| Абердин                  | 2007/08                  | 17        | 0         | 3     | 0     | 2          | 0          | —             | —             | —            | —            | 3         | 0         | 25    | 0     |
| Всего за «Абердин»       | Всего за «Абердин»       | 17        | 0         | 3     | 0     | 2          | 0          | 0             | 0             | 0            | 0            | 3         | 0         | 25    | 0     |
| Фалкирк                  | 2008/09                  | 29        | 0         | 4     | 0     | 4          | 0          | —             | —             | —            | —            | —         | —         | 37    | 0     |
| Фалкирк                  | 2009/10                  | 13        | 0         | 1     | 0     | 1          | 0          | —             | —             | —            | —            | 2         | 0         | 17    | 0     |
| Всего за «Фалкирк»       | Всего за «Фалкирк»       | 42        | 0         | 5     | 0     | 5          | 0          | 0             | 0             | 0            | 0            | 2         | 0         | 54    | 0     |
| Партик Тисл              | 2009/10                  | 4         | 0         | —     | —     | —          | —          | —             | —             | —            | —            | —         | —         | 4     | 0     |
| Партик Тисл              | 2010/11                  | 15        | 0         | 1     | 0     | —          | —          | —             | —             | 2            | 0            | —         | —         | 18    | 0     |
| Всего за «Партик Тисл»   | Всего за «Партик Тисл»   | 19        | 0         | 1     | 0     | 0          | 0          | 0             | 0             | 2            | 0            | 0         | 0         | 22    | 0     |
| Всего за карьеру         | Всего за карьеру         | 443       | 13        | 45    | 3     | 30         | 1          | 2             | 0             | 11           | 1            | 56        | 1         | 587   | 19    |

### Сборная Шотландии
Дебют Макнамары в национальной сборной Шотландии состоялся 5 октября 1996 года, когда «тартановая армия» в рамках отборочного турнира к чемпионату мира 1998 года встречалась с Латвией.
Успешно пройдя квалификационный турнир, шотландцы приняли участие в этом мировом первенстве, где Джеки сыграл два матча.
Всего в составе «тартановой армии» Макнамара провёл 33 игры.

#### Матчи и голы за сборную Шотландии
| №  | Дата             | Место                                                | Оппонент          | Счёт | Голы Макнамары | Соревнование                                                      |
| 1  | 5 октября 1996   | «Даугава», Рига, Латвия                              | Латвия            | 2:0  | —              | Отборочный матч чемпионата мира по футболу 1998                   |
| 2  | 10 ноября 1996   | «Айброкс», Глазго, Шотландия                         | Швеция            | 1:0  | —              | Отборочный матч чемпионата мира по футболу 1998                   |
| 3  | 11 февраля 1997  | «Луи II», Фонвьей, Монако                            | Эстония           | 0:0  | —              | Отборочный матч чемпионата мира по футболу 1998                   |
| 4  | 27 мая 1997      | «Регби Парк», Килмарнок, Шотландия                   | Уэльс             | 0:1  | —              | Товарищеский матч                                                 |
| 5  | 25 марта 1998    | «Айброкс», Глазго, Шотландия                         | Дания             | 0:1  | —              | Товарищеский матч                                                 |
| 6  | 23 мая 1998      | «Джайентс», Нью-Йорк, США                            | Колумбия          | 2:2  | —              | Товарищеский матч                                                 |
| 7  | 30 мая 1998      | «РФК», Вашингтон, США                                | США               | 0:0  | —              | Товарищеский матч                                                 |
| 8  | 16 июня 1998     | «Стад де Парк Лескюр», Бордо, Франция                | Норвегия          | 1:1  | —              | Чемпионат мира по футболу 1998 (финальные игры)                   |
| 9  | 23 июня 1998     | «Жеффруа Гишар», Сент-Этьен, Франция                 | Марокко           | 0:3  | —              | Чемпионат мира по футболу 1998 (финальные игры)                   |
| 10 | 26 апреля 2000   | «Гелредом», Арнем, Нидерланды                        | Нидерланды        | 0:0  | —              | Товарищеский матч                                                 |
| 11 | 7 октября 2000   | Олимпийский стадион, Серравалле, Сан-Марино          | Сан-Марино        | 2:0  | —              | Отборочный матч чемпионата мира по футболу 2002                   |
| 12 | 5 сентября 2001  | Стадион короля Бодуэна, Брюссель, Бельгия            | Бельгия           | 0:2  | —              | Отборочный матч чемпионата мира по футболу 2002                   |
| 13 | 27 марта 2002    | «Стад де Франс», Сен-Дени, Франция                   | Франция           | 0:5  | —              | Товарищеский матч                                                 |
| 14 | 12 октября 2002  | «Лаугардалсвёллур», Рейкьявик, Исландия              | Исландия          | 2:0  | —              | Отборочный матч чемпионата Европы по футболу 2004                 |
| 15 | 29 марта 2003    | «Хэмпден Парк», Глазго, Шотландия                    | Исландия          | 2:1  | —              | Отборочный матч чемпионата Европы по футболу 2004                 |
| 16 | 2 апреля 2003    | Стадион имени С. Дарюса и С. Гиренаса, Каунас, Литва | Литва             | 0:1  | —              | Отборочный матч чемпионата Европы по футболу 2004                 |
| 17 | 27 мая 2003      | «Тайнкасл», Эдинбург, Шотландия                      | Новая Зеландия    | 1:1  | —              | Товарищеский матч                                                 |
| 18 | 7 июня 2003      | «Хэмпден Парк», Глазго, Шотландия                    | Германия          | 1:1  | —              | Отборочный матч чемпионата Европы по футболу 2004                 |
| 19 | 6 сентября 2003  | «Хэмпден Парк», Глазго, Шотландия                    | Фарерские острова | 3:1  | —              | Отборочный матч чемпионата Европы по футболу 2004                 |
| 20 | 10 сентября 2003 | «Вестфаленштадион», Дортмунд, Германия               | Германия          | 1:2  | —              | Отборочный матч чемпионата Европы по футболу 2004                 |
| 21 | 11 октября 2003  | «Хэмпден Парк», Глазго, Шотландия                    | Литва             | 1:0  | —              | Отборочный матч чемпионата Европы по футболу 2004                 |
| 22 | 15 ноября 2003   | «Хэмпден Парк», Глазго, Шотландия                    | Нидерланды        | 1:0  | —              | Отборочный матч чемпионата Европы по футболу 2004 (стыковые игры) |
| 23 | 19 ноября 2003   | «Амстердам АренА», Амстердам, Нидерланды             | Нидерланды        | 0:6  | —              | Отборочный матч чемпионата Европы по футболу 2004 (стыковые игры) |
| 24 | 18 февраля 2004  | «Миллениум», Кардифф, Уэльс                          | Уэльс             | 0:4  | —              | Товарищеский матч                                                 |
| 25 | 30 мая 2004      | «Истер Роуд», Эдинбург, Шотландия                    | Тринидад и Тобаго | 4:1  | —              | Товарищеский матч                                                 |
| 26 | 3 сентября 2004  | «Сьюдад де Валенсия», Валенсия, Испания              | Испания           | 1:1  | —              | Товарищеский матч                                                 |
| 27 | 8 сентября 2004  | «Хэмпден Парк», Глазго, Шотландия                    | Словения          | 0:0  | —              | Отборочный матч чемпионата мира по футболу 2006                   |
| 28 | 17 ноября 2004   | «Истер Роуд», Эдинбург, Шотландия                    | Швеция            | 1:4  | —              | Товарищеский матч                                                 |
| 29 | 26 марта 2005    | «Джузеппе Меацца», Милан, Италия                     | Италия            | 0:2  | —              | Отборочный матч чемпионата мира по футболу 2006                   |
| 30 | 4 июня 2005      | «Хэмпден Парк», Глазго, Шотландия                    | Молдавия          | 2:0  | —              | Отборочный матч чемпионата мира по футболу 2006                   |
| 31 | 17 августа 2005  | Стадион имени Арнольда Шварценеггера, Грац, Австрия  | Австрия           | 2:2  | —              | Товарищеский матч                                                 |
| 32 | 3 сентября 2005  | «Хэмпден Парк», Глазго, Шотландия                    | Италия            | 1:1  | —              | Отборочный матч чемпионата мира по футболу 2006                   |
| 33 | 7 сентября 2005  | «Уллевол», Осло, Норвегия                            | Норвегия          | 2:1  | —              | Отборочный матч чемпионата мира по футболу 2006                   |

Итого: 33 матча / 0 голов; 11 побед, 11 ничьих, 11 поражений.

#### Сводная статистика игр/голов за сборную
| Сборная          | Год              | Отборочные матчи ЧМ | Отборочные матчи ЧМ | Финальные матчи ЧМ | Финальные матчи ЧМ | Отборочные матчи ЧЕ | Отборочные матчи ЧЕ | Финальные матчи ЧЕ | Финальные матчи ЧЕ | Товарищеские матчи | Товарищеские матчи | Итого | Итого |
| Сборная          | Год              | Игры                | Голы                | Игры               | Голы               | Игры                | Голы                | Игры               | Голы               | Игры               | Голы               | Игры  | Голы  |
| ---------------- | ---------------- | ------------------- | ------------------- | ------------------ | ------------------ | ------------------- | ------------------- | ------------------ | ------------------ | ------------------ | ------------------ | ----- | ----- |
| Шотландия        | 1996             | 2                   | 0                   | —                  | —                  | —                   | —                   | —                  | —                  | —                  | —                  | 2     | 0     |
| Шотландия        | 1997             | 1                   | 0                   | —                  | —                  | —                   | —                   | —                  | —                  | 1                  | 0                  | 2     | 0     |
| Шотландия        | 1998             | —                   | —                   | 2                  | 0                  | —                   | —                   | —                  | —                  | 3                  | 0                  | 5     | 0     |
| Шотландия        | 2000             | 1                   | 0                   | —                  | —                  | —                   | —                   | —                  | —                  | 1                  | 0                  | 2     | 0     |
| Шотландия        | 2001             | 1                   | 0                   | —                  | —                  | —                   | —                   | —                  | —                  | —                  | —                  | 1     | 0     |
| Шотландия        | 2002             | —                   | —                   | —                  | —                  | 1                   | 0                   | —                  | —                  | 1                  | 0                  | 2     | 0     |
| Шотландия        | 2003             | —                   | —                   | —                  | —                  | 8                   | 0                   | —                  | —                  | 1                  | 0                  | 9     | 0     |
| Шотландия        | 2004             | 1                   | 0                   | —                  | —                  | —                   | —                   | —                  | —                  | 4                  | 0                  | 5     | 0     |
| Шотландия        | 2005             | 4                   | 0                   | —                  | —                  | —                   | —                   | —                  | —                  | 1                  | 0                  | 5     | 0     |
| Всего за карьеру | Всего за карьеру | 10                  | 0                   | 2                  | 0                  | 9                   | 0                   | 0                  | 0                  | 12                 | 0                  | 33    | 0     |

### Достижения в качестве игрока

#### Командные достижения
«Селтик»
- Чемпион Шотландии (4): 1997/98, 2000/01, 2001/02, 2003/2004
- Обладатель Кубка Шотландии (2): 2000/01, 2003/04
- Обладатель Кубка шотландской лиги (3): 1997/98, 1999/00, 2000/01
- Финалист Кубка УЕФА: 2002/03

#### Личные достижения
- Молодой игрок года по версии футболистов Профессиональной футбольной ассоциации Шотландии: 1996
- Игрок года по версии футболистов Профессиональной футбольной ассоциации Шотландии: 1998
- Игрок года по версии Шотландской ассоциации футбольных журналистов: 2004

## Тренерская карьера
15 апреля 2011 года в отставку подал главный тренер «чертополоховых» Иан Макколл. В тот же день было объявлено, что исполняющим обязанности наставника «Партика» до конца сезона 2010/11 назначен Макнамара с сохранением своего права защищать цвета клуба в качестве футболиста. 12 мая того же года Джеки стал полноправным главным тренером «Тисл», подписав с «чертополоховыми» однолетний контракт.
4 ноября 2015 года Макнамара был назначен главным тренером клуба второй английской лиги «Йорк Сити».

### Тренерская статистика
| Партик Тисл   | Шотландия | 12 мая 2011    | 30 января 2013   | 75  | 34 | 22 | 19 | 45,33 |
| Данди Юнайтед | Шотландия | 30 января 2013 | 26 сентября 2015 | 119 | 51 | 23 | 45 | 42,86 |
| Йорк Сити     | Англия    | 4 ноября 2015  |                  | 1   | 0  | 0  | 1  | 0,0   |
| Итого         | Итого     | Итого          | Итого            | 195 | 85 | 41 | 69 | 43,6  |

И — игры, В — выигрыши, Н — ничьи, П — поражения, % побед — процент побед 
(данные откорректированы по состоянию на 26 сентября 2015)